# Evarcha acuta
Evarcha acuta är en spindelart som först beskrevs av John Blackwall 1877.  Evarcha acuta ingår i släktet Evarcha och familjen hoppspindlar. Inga underarter finns listade i Catalogue of Life.